# Центральный музей железнодорожного транспорта Российской Федерации
Центральный музей железнодорожного транспорта Российской Федерации — технический музей в Санкт-Петербурге, посвящённый железным дорогам, подвижному составу и всему, что с этим связано. Основан в 1813 году.

## История

### Первые помещения
Музей берёт своё начало из фонда Института Корпуса инженеров путей сообщения, при открытии которого был предусмотрен «особый зал» для хранения моделей. Первые модели в «особый зал» поступили в 1813 году. Находился он во дворце князя Юсупова (современный адрес — набережная реки Фонтанки, дом 115).
Покупка и создание моделей, приборов и инструментов осуществлялась на ежегодно выделяемые 5 000 рублей. Первоначально коллекция пополнялась моделями и макетами, закупленными в Западной Европе; затем — из России. Ряд моделей был выполнен в мастерской института. При этом автором проекта некоторых из них был ректор института А. А. Бетанкур.
В 1823 году «особый зал» вместе с институтом был переведен в новое здание на Обуховском проспекте и стал музеем. Музей расположился в двух надворных флигелях, где было очень тесно. В 1829 году была введена должность смотрителя за библиотекой и музеем.
С развитием железнодорожного транспорта в Западной Европе и Америке музей стал регулярно пополняться его моделями и макетами.
В январе 1851 года музей был переведён на первый этаж главного здания института. Для залов в казённых мастерских при Эрмитаже были изготовлены из красного дерева подмакетники, шкафы, этажерки, стеклянные футляры для хранения моделей, приборов и инструментов.
После торжественного празднования в 1859 году 50-летнего юбилея института был издан специальный указ, согласно которому все учреждения, занимающиеся строительством в России, обязаны были присылать в институт модели и чертежи построенных сооружений. Поступали модели как транспортных объектов, так значимых гражданских сооружений, памятников и соборов.
В 1862 году музей состоял из шести кабинетов:
- модельный и механический;
- строительно-рабочих инструментов;
- физический;
- геодезический;
- минералогический;
- образцов строительных материалов.

Осенью 1862 года музей открылся для широкой публики.
В связи с большим количеством экспонатов в помещениях музея стало очень тесно. Для устранения этого недостатка в 1866 году музею были предоставлены ещё два зала.
Во время празднования 100-летия со дня рождения императора Николая I министр путей сообщения М. И. Хилков предложил основать в Санкт-Петербурге музей для железнодорожных моделей. В мае 1897 года Государственный Совет отпустил на создание музея 7 500 рублей. Под музей был выделен манеж, который находился во дворе дома министра путей сообщения, но помещения было недостаточно.

### Современное здание
М. И. Хилков предложил соорудить для музея и архива общее здание. В марте 1900 года Государственный Совет выделил 90 000 рублей.
2 (15) июня 1901 года в Юсуповом саду состоялась закладка здания музея, главным фасадом на Садовую улицу. Освящение и открытие Музея ведомства путей сообщения имени императора Николая I состоялось 6 (19) декабря 1902 года.
В январе 1903 года были подписаны «Правила допущения посторонней публики для осмотра Музея имени императора Николая I».
К 1904 году к зданию музея с южной стороны пристроили двухэтажный павильон, в который были помещены в 1905 году ботик Петра I, катер Александра II, два знамени расформированного Ладожского батальона ведомства Путей сообщения.
В 1910 году к зданию был пристроен левый корпус по проекту архитектора Е. Е. фон Баумгартена. Строительство здания осуществлял архитектор С. П. Галензовский. В том же году к музею ведомства был присоединён переведённый сюда музей института.

### Советское время
В первые годы Советской власти штат музея сократился до хранителя и одного сторожа, но собрание удалось сохранить. 2 ноября 1924 года музей был вновь открыт.
На тот момент экспонаты располагались в пяти отделах:
- общем;
- мостовом;
- железнодорожном;
- водном;
- архитектурном.

С 1928 года стали пополняться фонды, ремонтироваться модели, создаваться новые экспозиции. Был создан новый отдел — местного транспорта.
После выделения из состава Ленинградского института инженеров путей сообщения ряда факультетов и отделений (водных, воздушных, автодорожных и военных сообщений) он был в 1930 году переименован в Ленинградский институт инженеров железнодорожного транспорта. Часть экспонатов из музея была передана во вновь созданные институты.
После очередного разделения института 15 декабря 1931 года планировалось передать музей в ведение НКПС, но этого сделано не было. В итоге директора учебных заведений решили ликвидировать музей. Экспонаты сваливались в кучу, часть была передана в ленинградские музеи, уничтожена или серьёзно повреждена. Это событие получило широкую огласку, и Президиум областной и городской контрольной комиссии ВКП(б) предложил директорам учебных комбинатов восстановить музей к 1 ноября 1932 года. Это решение выполнено не было.
В 1933 году НКПС принял музей в своё непосредственное подчинение, а в 1934 году он открылся для посетителей.
Экспозиция музея состояла из отделов:
- вводно-исторического;
- локомотивного;
- вагонного;
- эксплуатационного;
- СЦБ и связи;
- пути;
- мостов;
- революционного движения;
- служебных зданий;
- реконструкции железных дорог.

В фондах музея находилось 11843 предмета, в том числе 490 моделей и макетов. Были созданы павильоны-филиалы в двух самых больших парках города, проводились передвижные выставки.
В 1938 году музей снова вошел в состав Ленинградского института инженеров железнодорожного транспорта. В музее созданы действующие макеты сортировочной горки и железнодорожного участка, оборудованного электрической централизацией и автоблокировкой.
После начала Великой Отечественной войны все самые ценные коллекции музея эвакуировали в Новосибирск, которые вернулись в марте 1944 года. Музей открыли для посетителей 18 мая 1948 года.
В 1957 году музей был закрыт на капитальный ремонт, который продолжался до 5 ноября 1957 года, вся экспозиция была разобрана, был организован ремонт моделей.
В 1970 году в музее была создана передвижная выставка по истории зарождения и развития российского железнодорожного транспорта, которая действовала до 1991 года.
В 1987 году музей сменил статус — он стал Центральным музеем железнодорожного транспорта Министерства путей сообщения.

## Современное состояние
В настоящее время в фондах музея находится более 70 тысяч единиц хранения. Имеются площадки: Основная площадка (Садовая ул, 50), Музей Мостов (Мучной пер., д.2), Центр железнодорожного моделизма (виртуальный), Центр гражданско-патриотического воспитания «Знаменосцы Победы» (Садовая ул., д.55—57), Пионерский Парк (станция Лебяжье, натурные экспонаты). Идет создание компьютерного банка данных на музейные предметы как самого музея, так и дорожных музеев сети МПС. Ежегодно музей проводит 10—12 выставок.

## Экспонаты и экспозиции
Экспозиция музея делится на 2 части — появление и развитие железных дорог и сооружений в XIX веке, и современное состояние железных дорог от середины XX века, включая действующие экспонаты.

## Филиалы

### Отечественное мостостроение (Музей Мостов)
Музей «Отечественное мостостроение» (Музей Мостов) находился первоначально в Красном селе на территории предприятия «Мостоотряд № 19». После банкротства организации, инициированного ещё в 2015 году, экспозиция музея разместилась на новой площадке площадью 1304,2 м², расположенной в центре Санкт-Петербурга по адресу: Мучной переулок, д. 2.
В экспозиции нового музея, открывшегося в сентябре 2019 года, представлена коллекция, формировавшаяся более двух веков, и подобной коллекции больше нет нигде в мире.

### Натурный подвижной состав
Площадка на базе запаса в Лебяжьем была создана в результате большой поисковой работы сотрудников музея.
Ещё в ноябре 1979 года Министерство путей сообщения поручило директору музея Г. П. Закревской организовать работу по поиску и сохранению в стране локомотивов и вагонов, являющихся памятниками истории железнодорожного транспорта. В результате этой работы в музее собрана коллекция подвижного состава, насчитывающая более 50 единиц уникальных локомотивов. Среди них паровозы: Ок (1899 год), Од (1901 год), П-0001 (Л) (1945 год), Су-258, П36-249, электровоз СС11-14 (1933 год), три вагона электропоезда СМ-027 (переоборудован из СВ 1928 года).
К празднику 170-летия железных дорог России (2007 год) в музее был выставлен отреставрированный вагон-салон последнего китайского императора манчжурской династии Цин Пу И. Раритет в своё время был найден на запасных путях и восстановлен усилиями энтузиастов. Также прошли торжественные мероприятия, а затем, после открытия уникального китайского вагона, железнодорожники и учащиеся железнодорожных вузов отправились на ретро-поезде в Петергоф.

### Центр гражданско-патриотического воспитания «Знаменосцы Победы»
Центр гражданско-патриотического воспитания «Знаменосцы Победы» располагается неподалеку от основной площадки музея по адресу Садовая ул. 55/57.
Он рассказывает о важных этапах битвы за Ленинград. В музейных витринах представлены подлинники: продуктовые карточки, детские письма, игрушки, дневники. За каждым из этих предметов стоят судьбы ленинградцев — совершенно разных по занятиям людей, оказавшихся в блокаде. Благодаря живым звукам метронома, блокадного репродуктора, патефона стирается барьер между событиями прошлых лет и современностью, и школьники в буквальном смысле смогут прикоснуться к истории, объединяющей несколько поколений жителей нашего города.

### Центр железнодорожного моделизма
Центр железнодорожного моделизма — виртуальный проект, появившийся в результате многолетнего сотрудничества музея с сообществом моделистов Санкт-Петербурга и других городов России. В частности, в стенах ЦМЖТ РФ с 1992 года проводится ежегодная выставка «Железнодорожная модель». Виртуальная площадка посвящена истории железнодорожного моделизма в России и других странах.